# Jaime Bofill-Gasset y Amil

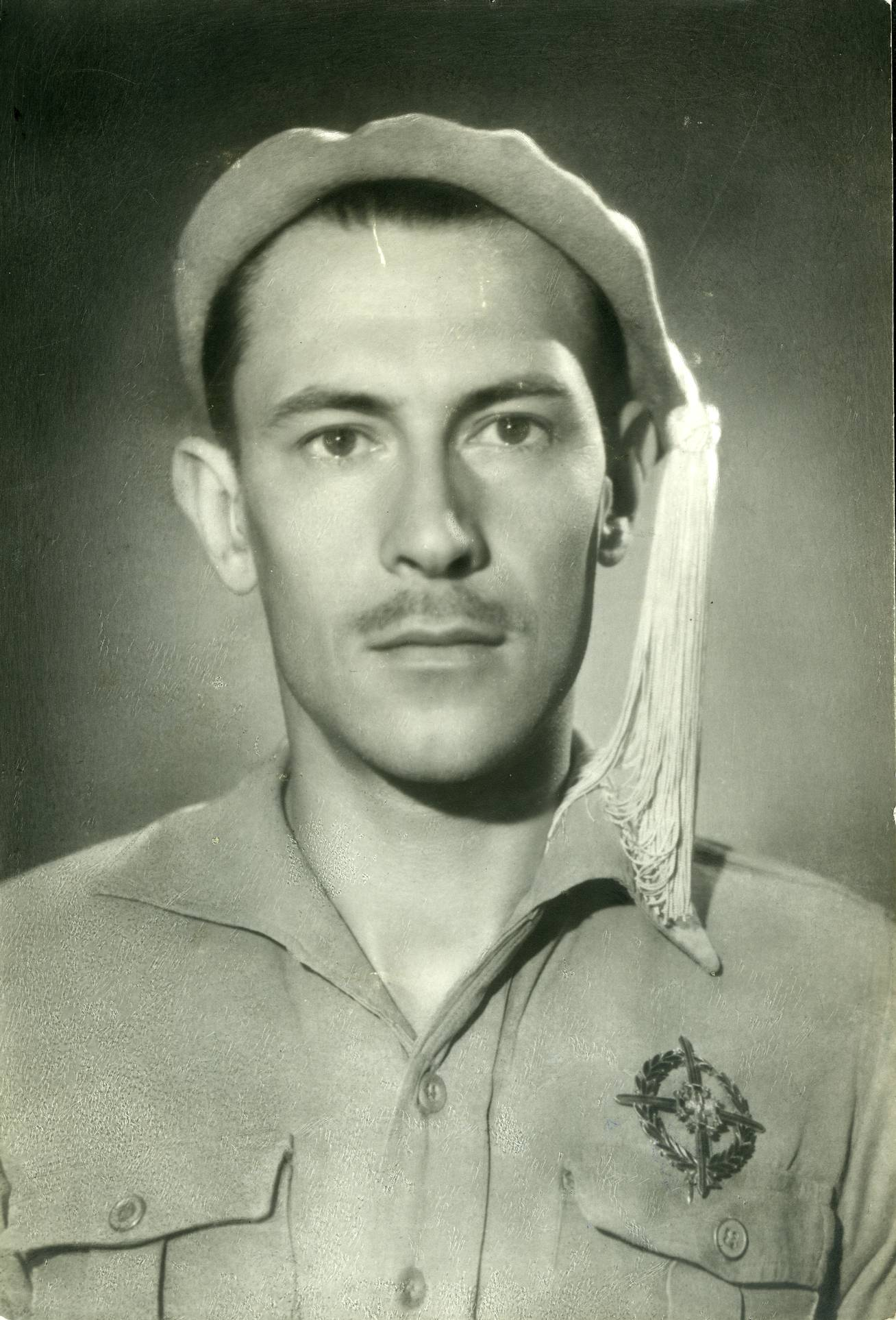
Fotografiado con la Cruz Laureada de San Fernando

Jaime Bofill-Gasset y Amil (Barcelona, 28 de junio de 1915 - Barcelona, 8 de mayo de 1989) fue un voluntario requeté del Tercio de Montserrat durante la Guerra Civil Española, conocido por haber sido condecorado con la Cruz Laureada de San Fernando.

## Biografía
Antes de la contienda era agricultor. Desde joven, Bofill fue un carlista convencido.
Tras el estallido de la Guerra civil en 1936, se integró como voluntario en el Tercio de Requetés de Nuestra Señora de Montserrat. En agosto de 1937 la unidad se encontraba destinada en el Frente de Aragón, defendiendo la posición de Codo. El 24 de agosto unidades del Ejército republicano lanzaron una Ofensiva sobre Zaragoza, y Codo fue inmediatamente atacada. Durante el asedio republicano Bofill fue herido seriamente en tres ocasiones, aunque logró sobrevivir y fue hecho prisionero. De 182 requetés carlistas que defendían Codo, fallecieron 146. A comienzos de 1939, Bofill logró regresar a la zona franquista y volvió a su antigua unidad.
Por sus acciones en Codo, en 1943 el régimen franquista le condecoró con la Cruz Laureada de San Fernando, la máxima condecoración militar española. Durante la Dictadura de Francisco Franco fue procurador en las Cortes Franquistas, entre 1971-1977. Fue uno de los procuradores declarados ausentes durante la votación en las Cortes de la Ley para la Reforma Política que disolvió el régimen franquista.
En 1975 se unió a Unión Nacional Española y formó parte de su junta provincial en Barcelona. Falleció en 1989 y se encuentra enterrado en el cementerio barcelonés de Sarriá.